# Campionato argentino di rugby a 15 1947
Il Campionato argentino di rugby a 15 1947  è stato vinto dalla selezione della Provincia di Buenos Aires che ha battuto in finale 18-4 la selezione della Capital.

## Risultati
| QUARTI DI FINALE |                         |   |                    |        |                    |
| 7 sett.          | Montevideo Cricket Club | - | Capital            | 3 - 25 | Montevideo         |
| 7 sett.          | Litoral                 | - | Provincia          | 3 - 50 | Rosario            |
| 7 sett.          | Cuyo                    | - | Estudiantes Paranà | 6 - 59 | Mendoza            |
| 7 sett.          | Córdoba                 | - | UR del Norte       | 11 - 3 | Maldonado, Córdoba |

| SEMIFINALI |           |   |                    |        |                         |
| 14 sett.   | Capital   | - | Córdoba            | 24 - 3 | Maldonado, Buenos Aires |
| 14 sett.   | Provincia | - | Estudiantes Paranà | 17 - 3 | Maldonado, Buenos Aires |

### Finale
| Arbitro: | Tomás H. Blades. |

| |            | |
| R. J. Frigerio (Pucará) J. Santiago (Hindú) R. del Molino Torres cap. (C. A. San Isidro) P. Bereciartúa (Pucará) L. Caffarone (Olivos) R. Giles (Pucará) G. Ehrman (Pucará) J. Lockwood (Old Georgians) R. Aldao (C. A. San Isidro) B. Grigolón (Hindú) A. González Bonorino (Olivos) J. S. Morganti (San Isidro Club) A. Guyot (C. A. San Isidro) C. Swain (Old Georgians) F. Petersen (Curupaytí) | Formazioni | D.A. Forrester (Belgrano) P. Torres García (Obras. Sanitarias) R. D. H. Brown cap. (Belgrano) J. Sansot (C.U.B.A.) A. Fernández Moores (C.U.B.A.) R. Ross (Belgrano) E. Holmberg (C.U.B.A.) J. O´Farrell (C.U.B.A.) R. MacKay (Gimn. y Esgrima) S. Racimo (Gimn. y Esgrima) H. Crippa (Obras Sanitarias) L. Maurette (C.U.B.A.) F. Elizalde (C.U.B.A.) H. Achával (C.U.B.A.) R. Lucotti (Belgrano). |